# Дуглас (Алабама)
Дуглас (англ. Douglas) — місто (англ. town) в США, в окрузі Блаунт штату Алабама. Населення — 761 особа (2020).

## Географія
Дуглас розташований за координатами 34°10′7″ пн. ш. 86°19′28″ зх. д. / 34.16861° пн. ш. 86.32444° зх. д. (34.168636, -86.324358). За даними Бюро перепису населення США в 2010 році місто мало площу 8,84 км², з яких 8,82 км² — суходіл та 0,02 км² — водойми.

## Демографія
Згідно з переписом 2010 року, у місті мешкали 744 особи в 286 домогосподарствах у складі 214 родин. Густота населення становила 84 особи/км². Було 318 помешкань (36/км²).
Расовий склад населення:
| - 93,3 % — білих - 0,8 % — чорних або афроамериканців - 0,4 % — корінних американців - 0,1 % — вихідців з тихоокеанських островів - 2,8 % — осіб інших рас |

До двох чи більше рас належало 2,6 %. Частка іспаномовних становила 3,9 % від усіх жителів.
За віковим діапазоном населення розподілялося таким чином: 24,9 % — особи молодші 18 років, 61,5 % — особи у віці 18—64 років, 13,6 % — особи у віці 65 років та старші. Медіана віку мешканця становила 37,7 року. На 100 осіб жіночої статі у місті припадало 91,8 чоловіків; на 100 жінок у віці від 18 років та старших — 92,1 чоловіків також старших 18 років.
Середній дохід на одне домашнє господарство становив 41 259 доларів США (медіана — 29 318), а середній дохід на одну сім'ю — 44 808 доларів (медіана — 31 471). Медіана доходів становила 34 500 доларів для чоловіків та 24 286 доларів для жінок. За межею бідності перебувало 34,9 % осіб, у тому числі 43,1 % дітей у віці до 18 років та 25,6 % осіб у віці 65 років та старших.
Цивільне працевлаштоване населення становило 422 особи. Основні галузі зайнятості: виробництво — 20,1 %, освіта, охорона здоров'я та соціальна допомога — 18,5 %, роздрібна торгівля — 12,8 %, будівництво — 9,2 %.